# Нориџ (Илиноис)
Нориџ (енгл. Norridge) град је у америчкој савезној држави Илиноис.

## Демографија
По попису из 2010. године број становника је 14.572, што је 10 (-0,1%) становника мање него 2000. године.
| Група             | 2000.          | 2010.          |
| Белци             | 13.492 (92,5%) | 12.745 (87,5%) |
| Афроамериканци    | 15 (0,1%)      | 73 (0,5%)      |
| Азијати           | 399 (2,7%)     | 586 (4,0%)     |
| Хиспаноамериканци | 553 (3,8%)     | 1.073 (7,4%)   |
| Укупно            | 14.582         | 14.572         |